# Gelmelslot

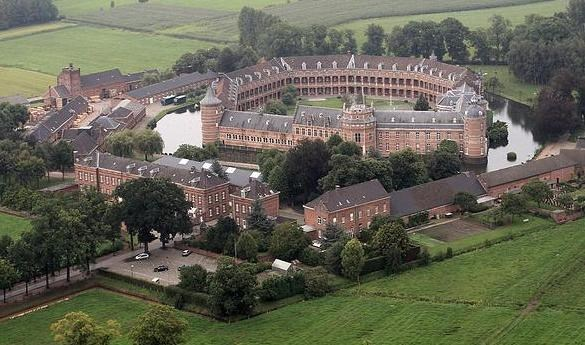
Gelmelslot (Hoogstraten)

Der Gelmelslot oder das Schloss von Hoogstraten ist ein Wasserschloss in der belgischen Stadt Hoogstraten, das seit 1931 als Schulzentrum für Strafgefangene dient.

## Geschichte
Der Legende nach errichtete der Normanne Gelmel im 9. Jahrhundert einen hölzernen Burgturm mit einem Wassergraben. Um das 12. Jahrhundert wurde dieser Holzturm in eine Steinburg umgewandelt. Jan IV. van Cuijk baute die Burg in der ersten Hälfte des 15. Jahrhunderts im gotischen Stil um. Nach der Vererbung kamen das Schloss und die Ländereien von Hoogstraten in die Hände der Familien Van Culemborg und Van Lalaing.

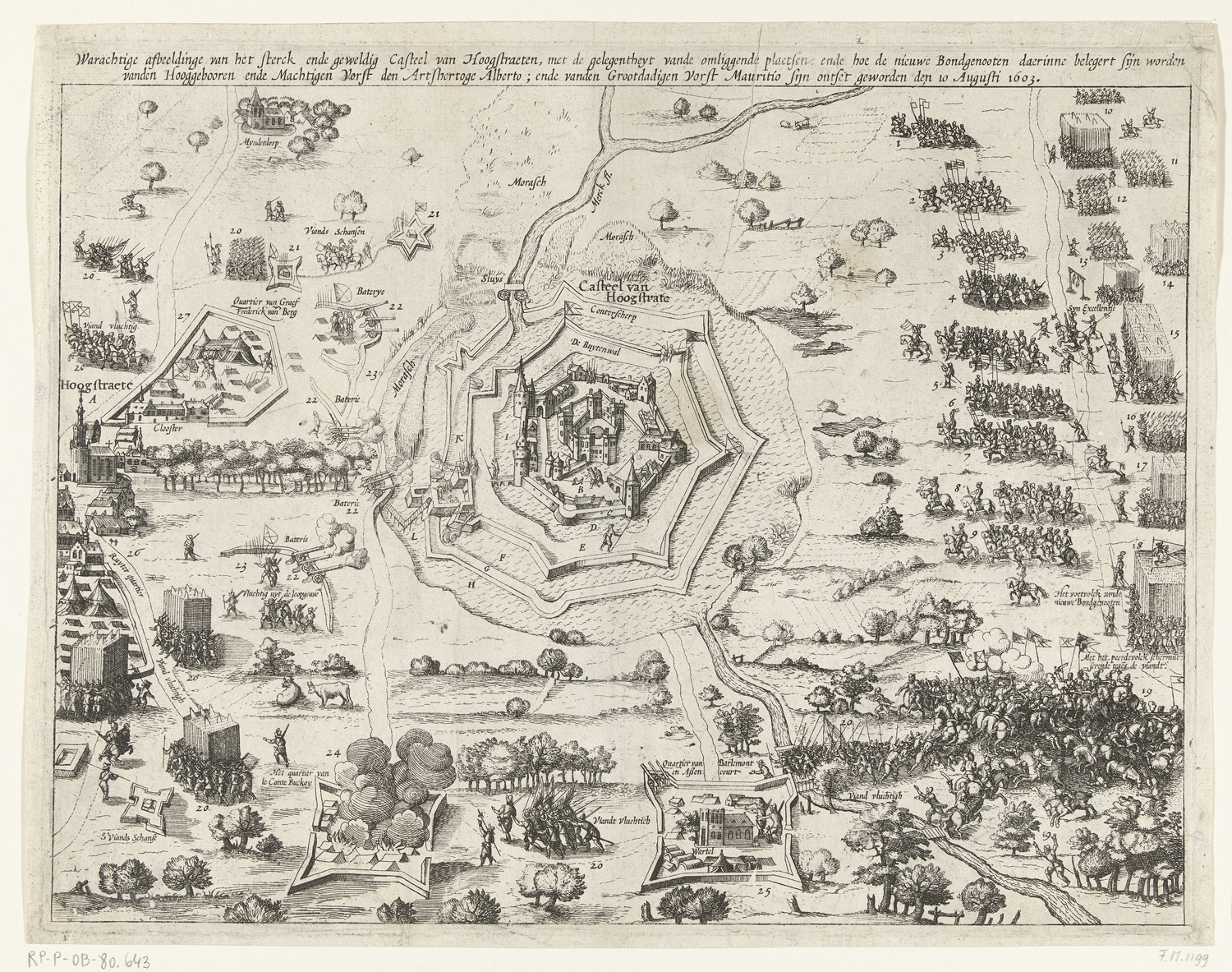
Befreiung der spanischen Meuterer auf der Burg Hoogstraten im August 1603 durch Maurice von Nassau (Stich)

Unter dem ersten Grafen von Hoogstraten, Antoine I. de Lalaing und seiner Frau Elisabeth van Culemborg, wurde das Schloss 1525 zu einem schönen und luxuriösen Renaissance-Schloss umgebaut. Dazu nahmen sie die Hilfe von Rombout II Keldermans in Anspruch. Die Anlage verfügte über drei befestigte Wälle, Wachtürme, Zugbrücken, eine Waffenkammer, mehrere Kapellen, reich verzierte Säle und Kolonnaden. 1528 bekam das Schloss Bleiglasfenster durch den renommierten Glaskünstler Arnold von Nijmegen, der auch die Fenster der Kathedrale von Tournai schuf. Nach ihrem Tod gingen die Burg und die Ländereien von Hoogstraten an den Grafen Philip de Lalaing über. Das Schloss überstand eine Belagerung durch Maarten van Rossum im Jahr 1542, brannte jedoch 1581 ab und verfiel nach einer Belagerung im Jahr 1603 erheblich. Im 17. Jahrhundert gab es Pläne für eine Restaurierung, die jedoch nicht ausgeführt wurden.
Maria-Gabriëla de Lalaing war die letzte Nachfahrin des Hauses Lalaing. Sie war verheiratet mit Karl Florentin zu Salm, Wild- und Rheingraf zu Dhaun-Neufville, einem General der Infanterie der Republik der Vereinigten Niederlande. Nach ihrem Tod ging das Schloss in den Besitz der Familie Salm über. Ihr Enkel, Nikolaus Leopold zu Salm-Salm, ließ die Burg restaurieren. Er wurde 1740 der erste Herzog von Hoogstraten und 1743 Fürst von Salm-Salm.
1768 wurde das Schloss erneut von einem Brand heimgesucht; der Kern des Schlosses, die innere Burg, wurde nicht wieder aufgebaut. Der Südflügel der Burganlage wurde zum Wohntrakt der fürstlichen Familie umgebaut.
1796, während der französischen Besetzung, wurde das Schloss verstaatlicht, geplündert und teilweise abgerissen. Es wurde als Gendarmeriekaserne und ab 1810 als Bettlerunterkunft genutzt. Nach 1815 erhielt die Familie Salm-Salm die Ländereien zurück, aber das Schloss blieb im Besitz des niederländischen Staates. Ab 1880 wurde das Schloss als landwirtschaftliche Kolonie eingerichtet, und seit 1931 beherbergt das Schloss ein Strafvollzugsschulzentrum.